# Eva Haule
Eva Sybille Haule, també coneguda com a Eva Sybille Haule-Frimpong, (Tübingen, 16 de juliol de 1954) és una activista política alemanya, exmilitant de la tercera generació de la Fracció de l'Exèrcit Roig (RAF). El 1986 va ser arrestada i condemnada a presó perpètua en dos judicis, inclosos tres càrrecs d'assassinat i 23 càrrecs d'intent d'assassinat. El 2007 va ser posada en llibertat condicional i de llavors ençà treballa com a fotògrafa.

## Trajectòria
Filla d'un venedor d'assegurances, va assistir al Mörike-Gymnasium d'Esslinger des de 1967 i, quan es va graduar a l'institut el 1974, va declarar que volia ser periodista. Es va matricular per primera vegada a l'Escola Superior de Pegagogia d'Esslinger, però es va matricular l'estiu de 1975 perquè no havia començat els estudis. Durant el curs 1978-1979 es va matricular a l'Escola Superior Especialitzada Evangèlica de Treballs socials de Reutlingen, i els dos anys següents a la Escola Superior Especialitzada d'Educació social de Berlín, ciutat en la qual va viure des de principis de 1979. Des del 1980 fins al seu divorci el 1988, va estar casada amb Emmanuel Kwame Frimpong, que venia de Ghana, i fins al 1993 van portar el doble nom de Haule-Frimpong. A partir de 1983 va viure separada d'ell.

### Militància a la RAF
Haule va entrar en contacte amb militants radicals d'esquerra a través de l'escena okupa de Berlín. Des de finals de la dècada de 1970, alguns dels seus coneguts a Berlín van ser Manuela Happe, que més tard també va ser condemnada com a militant de la Fracció de l'Exèrcit Roig (RAF). A partir de 1979 va viure de l'assistència social i va tenir cura dels membres del Moviment 2 de Juny a les presons, i més tard dels de la RAF, com per exemple, Lutz Taufer a partir de maig de 1982 o Christian Klar, empresonat el novembre de 1982.
El 1982, va ser detinguda per la sospita de cometre atacs incendiaris a instal·lacions militars alemanyes i estatunidenques, però la investigació va ser abandonada. Aleshores, compartia un pis a Gerlingen, prop de Stuttgart, amb gent considerada integrant de la RAF, és a dir, Thomas Simon, així com Barbara i Horst Ludwig Meyer; les empremtes dactilars de Wolfgang Grams i Christoph Seidler van indicar que també hi vivien. El febrer de 1984, pocs dies després de l'inici de la vista principal del procés penal contra Christian Klar, va passar a la clandestinitat i es va incorporar a la RAF com a membre activa de la tercera generació. El juliol de 1984, va escapar de l'arrest, juntament amb diversos membres de la RAF, absentant-se d'un apartament de Frankfurt del Main on residien. A més de nombroses armes, la policia també va confiscar diversos documents incriminatoris amb les seves empremtes dactilars. Aquell mateix mes es va emetre una ordre de detenció internacional contra ella. El setembre de 1985, els investigadors van trobar les seves empremtes dactilars al costat de les de Grams, Seidler i el matrimoni Meyer en un apartament de Tübingen.
A més de Wolfgang Grams i Birgit Hogefeld, Haule va ser considerada com a membre del principal cercle de lideratge de la tercera generació de la RAF. Dins del grup va ser l'enllaç de la RAF amb l'organització armada Acció Directa de França, de la qual va obtenir dos passaports belgues. Al seu torn, Acció Directa va obtenir armes de foc de la RAF sostretes del robatori a una armeria de Maxdorf el 1984. Durant els seus anys en actiu, la RAF va dur a terme accions i atacs que van matar un total de sis persones, inclosos els directius Ernst Zimmermann i Karl Heinz Beckurts, i les víctimes no dirigides personalment Eckhard Groppler (el conductor de Beckurts), Frank H. Scarton i Becky Jo Bristol (soldat i empleat civil de la Base aèria de Rhein-Main, complex de la força aèria dels EUA a Frankfurt). A causa de la seva sospita d'implicació en diversos d'aquests atacs, es van iniciar investigacions contra ella i, en dos casos, procediments penals.

### Detenció, judici i empresonament
Haule, que havia canviat completament la seva aparença, va ser detinguda en una gelateria de Rüsselsheim el 2 d'agost de 1986, després del suggeriment d'un convidat, juntament amb dues persones de Düsseldorf, que les autoritats investigadores comptaven com a part de l'«àrea militant il·legal» de la RAF. Es van oferir 50.000 marcs per la seva detenció. Aquesta va ser l'última detenció de membres del nivell de comandament de la RAF fins al 1993.
L'1 de setembre de 1987 es va obrir audiència principal contra Haule i dos dels seus companys davant el Tribunal Regional Superior de Stuttgart. El 28 de juny 1988 va ser condemnada a 15 anys de presó per pertinença a una organització terrorista, falsificació de documents, recepció de béns robats i violació de la llei d'armes, així com un atac a una armeria a Maxdorf el 1984 i un intent d'atac amb bomba a l'Escola de l'OTAN a Oberammergau el desembre de 1984. Aquesta condemna hauria expirat el 2001, però noves proves van portar a iniciar una nova investigació.
A partir del 7 de gener de 1993, la Fiscalia federal d'Alemanya la va investigar per presumpta implicació en tres assassinats i 23 intents d'assassinat (assassinat del soldat estatunidenc Edward Pimental i atac amb bomba a la base aèria de Rhein-Main el 1985). El març de 1990, dos escrits de comunicació entre presos van ser trobats a la cel·la de Manuela Happe, que podrien ser de Haule. En ells, es descrivia exactament quins objectius específics perseguia la RAF amb l'assassinat de Pimental i com era la situació dins de la RAF després de l'atac, parlant repetidament de «nosaltres». Segons Klaus Pflug, secretari responsable de la Fiscalia federal, això no s'havia d'entendre com una referència general a la RAF, sinó als autors concrets dels crims, sobretot perquè l'autor semblava sentir-se responsable de l'assassinat de Pimental. Per aquest motiu, Haule va ser acusat el març de 1993 i l'assumpte es va conèixer davant el Tribunal Regional Superior de Frankfurt del Main a partir del novembre de 1993. A causa de l'assassinat del soldat estatunidenc i de l'atac amb bomba, el 28 d'abril de 1994 va ser condemnada a presó perpètua, a través d'una sentència global que incloïa la sentència de 1988 i es determinava la gravetat particular de la culpa. Diversos mitjans de comunicació van expressar sobre el judici que els càrrecs estaven «assentats sobre bases inestables» i que es podrien haver prescindit perquè, de totes maneres, Haule ja estava detinguda. Aquesta línia d'argument no va reconèixer que el temps mínim per a la pena de presó de 15 anys imposada inicialment era de set anys i mig, mentre que la presó perpètua era de 15 anys.
Va ser empresonada inicialment a la presó de Stuttgart-Stammheim i el 1989 va ser traslladada a la presó de dones de Frankfurt-Preungesheim. Des del 2004 va estar en presó oberta fins a la seva posada en llibertat a la presó de dones de Berlín-Neukölln.

### Alliberament en llibertat condicional
Per a la seva excarceració va presentar una sol·licitud de llibertat condicional, que es va concedir el 16 d'agost de 2007. El Tribunal Regional Superior de Frankfurt del Main va suspendre la resta de la sentència de presó perpètua i el període de prova es va fixar en cinc anys.
La cort competent va escoltar personalment la condemnada fins a dues vegades i va arribar a la conclusió que Haule ja no representava un perill per al públic general. Haule va deixar clar de manera convincent que la violència en forma de «lluita armada» ja no es considerava un mitjà adequat per assolir els objectius polítics. El 17 d'agost de 2007 va ser alliberada de la presó de dones de Berlín-Neukölln, si bé no s'havia distanciat de la RAF del tot.

### Com a fotògrafa
A la presó de Frankfurt va participar en un primer curs de fotografia i després, com a autònoma, va completar un curs aprenentatge com a fotògrafa a Berlín. El març de 2005, va exposar per primera vegada les fotografies que havia fet a dones empresonades, com a part de l'exposició «Kunst von Außenseitern» ('Art de forasters') de la Cambra de Representants de Berlín. La seva participació va provocar protestes violentes entre els parlamentaris i el públic en general. Entre l'octubre i el novembre de 2006 va exposar aquestes mateixes fotografies de dones empresonades a la galeria Salzinsel del centre cultural Kulturfabrik d'Esch-sur-Alzette, a Luxemburg. Una segona exposició (tesi a l'Escola de Fotografia) va tenir lloc el març de 2007 a la galeria VolkArt de Berlín.

## Publicacions
- Porträts gefangener Frauen (en alemany).  AG SPAK Bücher, 2005. ISBN 978-3-930830-65-5.
- La revolución somos todos – Die Revolution sind wir alle – Gespräche mit BasisaktivistInnen und Fotos aus Venezuela (en alemany).  AG SPAK Bücher, 2009. ISBN 978-3-930830-04-6.